# Capette
La capette est une coiffe du Marais Poitevin, dans les Deux-Sèvres.
La Capette fut la plus ancienne des coiffes maraichine. Portée au début du XIXe, elle donna naissance aux carré, aux Capots revirés et Ramponneau.
Formée d'une simple bonnette, sans broderies, avec un écusson en carton, on y ajoutait autour une cornette; tuyauté aux extrémités.